# Bezoarsten
Bezoarsten (lapis bezoar), ofte blot benævnt bezoar, er klumper af meget varierende sammensætning, der kan dannes i fordøjelseskanalen, navnlig i mavesækken, på geder, specielt bezoargeden Capra hircus. Bezoar blev i middelalderen betragtet som en særdeles virksom medicin mod sygdom, giftige dyrs bid og en universel modgift mod forgiftninger. Den blev derfor værdsat højt af fyrster, der ofte frygtede giftmord. Kejser Rudolf 2. skal have ejet den største samling af bezoar. Bezoarsten, der er grålig og kedelig at se på, kunne derfor opnå den ære at blive indfattet i guld. Efter et ”praktisk eksperiment” i Frankrig i 1500-tallet, begyndte troen på bezoarstens mirakuløse egenskaber at svinde. Undersøgelser udført af Gustaf Arrhenius og Andrew A. Benson viste dog, at bezoar kunne fjerne arsenik fra en opløsning. Navnet stammer fra persisk padzahr (uddrive gift).